# Avro Canada CF-105 Arrow
Pour les articles homonymes, voir Arrow.
L'Avro CF-105 Arrow était un projet d'intercepteur biplace conçu au Canada dans les années 1950, au temps de la guerre froide. Malgré ses performances impressionnantes pour l'époque, seuls quelques prototypes ont volé avant l'abandon complet du programme le 20 février 1959.

## Histoire
En avril 1953, la RCAF émit ses exigences pour un nouvel appareil qui devait remplacer le CF-100 Canuck. Cet avion devait dépasser Mach 2, atteindre une altitude supérieure à 18 000 m, et exécuter un virage à 2 G sans perdre ni vitesse ni altitude. La satisfaction de ces spécifications apparaissait impossible à la plupart des observateurs.
Le développement de l'appareil par Avro Canada commença en 1953, pour aboutir à un avion de grande taille doté d'une aile delta en position haute. Quelques essais furent effectués avec des maquettes propulsées par des fusées, certains au-dessus du Lac Ontario et d'autres aux États-Unis, qui disposaient de meilleurs instruments de mesure. Les ingénieurs canadiens rencontrèrent de nombreux problèmes. Par exemple, en soufflerie, les maquettes atteignaient facilement Mach 1,8 mais, au-delà, l'air circulait seulement sur le bord d'attaque et l'aile ne produisait donc plus de portance.
Au départ, l'appareil aurait dû être propulsé par des turboréacteurs Rolls-Royce RB.106 mais, par crainte que ces moteurs ne soient pas prêts à temps, il fut décidé d'utiliser des Pratt & Whitney J75 pour les prototypes et, en parallèle, de faire développer un turboréacteur au Canada par la compagnie Orenda. Ce réacteur, qui sera nommé PS.13 Iroquois, devait fournir une poussée de 11 820 kg avec post-combustion. Il fut testé au sol en 1955 et en vol en 1957 sur un Boeing B-47 Stratojet prêté par les États-Unis.
Le CF-105 était le premier avion au monde équipé de commandes de vol électriques. Il disposait également d'un pilote automatique. Il avait une soute à armement ventrale de 5 mètres de long et devait initialement emporter des missiles air-air Hughes AIM-4 Falcon américains et le système de tir associé. En 1955, la RCAF demanda à pouvoir utiliser le missile Sparrow II, alors en cours de développement aux États-Unis. Quand ce missile fut abandonné, un an plus tard, le Canada reprit le développement à sa charge.
Immatriculé RL-201, le premier CF-105 Arrow sortit de l'usine le 4 octobre 1957, soit le même jour que la mise en orbite de Spoutnik 1. Le premier vol eut lieu le 25 mars 1958, aux mains de Januz Zura Zurakowski, pilote d'essai principal. Ce prototype était provisoirement doté de Pratt & Whitney J75 américains car les Iroquois n'étaient pas encore au point. Le vol dura 35 minutes, train d'atterrissage sorti.
Quatre autres prototypes dotés des turboréacteurs J75 suivirent, immatriculés RL-202, RL-203, RL-204 et RL-205. Les vols d'essai s'enchaînèrent : l'Arrow atteignit Mach 0,9 en croisière et Mach 2 en pointe, une altitude de 16 000 m, une vitesse ascensionnelle de 4 500 m/min et un rayon d'action de 750 km. Début 1959, le sixième prototype (RL-206) était pratiquement achevé. Il était enfin équipé des turboréacteurs Iroquois, beaucoup plus puissants que les J75. Sur le papier l'appareil aurait pu atteindre Mach 1,2 en croisière, Mach 2,5 en pointe, une altitude de 21 000 m, une vitesse ascensionnelle de 6 000 m/min et un rayon d'action de 1 000 km. Malheureusement, il semblerait que cet appareil n'ait jamais pu prendre l'air, bien que certaines personnes affirment que le RL-206 aurait effectué un dernier vol battant tous les records de l'époque, mais que le gouvernement canadien aurait imposé le secret. Après 70 h 30 de vol en 66 sorties, les cinq prototypes furent cloués au sol le 12 janvier 1959.

## Arrêt du développement
Quelques jours plus tard, le 20 février 1959, John George Diefenbaker, le premier ministre du Canada de l'époque, annonça officiellement à la Chambre des Communes l'annulation du projet Arrow. Officiellement, les arguments étaient que le projet était trop coûteux et qu'il ne répondait plus aux exigences après l'apparition des missiles intercontinentaux. L'Arrow étant incapable de faire face à cette nouvelle menace, il valait mieux confier la défense à des missiles sol-air BOMARC américains, qui étaient efficaces à la fois contre les bombardiers et les missiles.
Il faut dire que les coûts de développement de l'Arrow avaient très nettement augmenté depuis que le développement de l'appareil était passé d'Avro à l'Aviation royale du Canada : évalués initialement entre 2 et 4 millions de $CAN par appareil, le prix unitaire atteignait maintenant 12,5 millions (à comparer aux 2 millions à l'unité des missiles BOMARC). Parallèlement, après l'apparition des missiles intercontinentaux, de plus en plus de spécialistes considéraient que l'avenir était aux missiles guidés et non plus aux avions pilotés. Enfin, les retards s'accumulaient, notamment en ce qui concerne la mise au point de la conduite de tir, confiée à RCA et Honeywell Canada après le désistement de Hughes Aircraft.
Officieusement, la découverte de fuites au plus haut niveau des gouvernements anglais et canadien favorisant d'importants transferts de technologie vers l'URSS laissèrent présager le risque que les Arrow auraient pu être retournés contre les États-Unis ou dérobés sous leur nez à destination de l'URSS, sans aucune possibilité pour les forces aériennes américaines de les contrer avec leur propre technologie. Pour nombre d'experts militaires, la découverte quelques années plus tard de l'intercepteur MiG-25 (code OTAN « Foxbat »), au gabarit et aux performances étonnamment proches, sonna comme la confirmation que les efforts canadiens avaient bel et bien été éventés[réf. nécessaire].

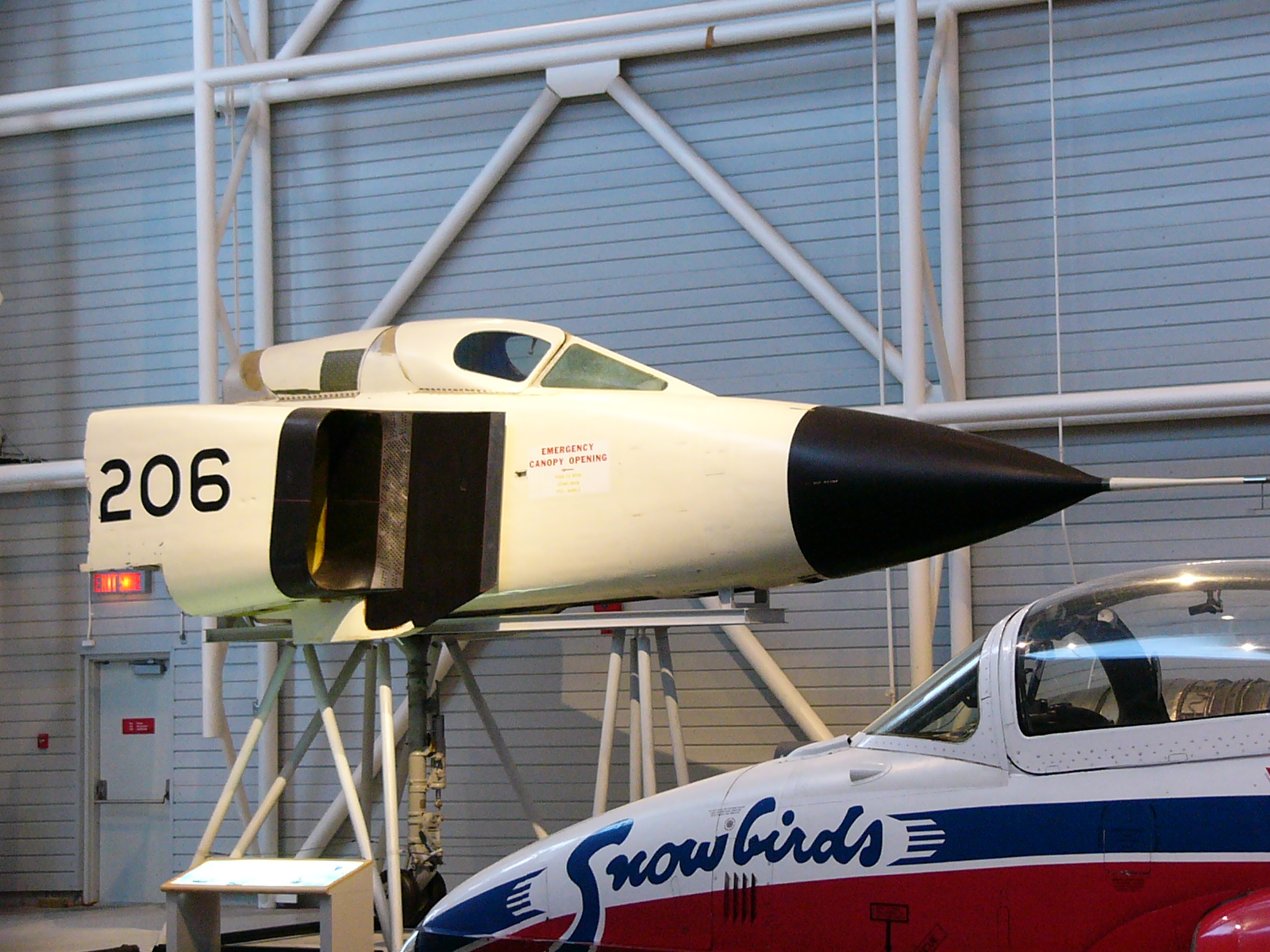
Le nez du CF-105 Mk.2 RL 206 (original) conservé au Musée Canadien de l'Air et de l'Espace.

Le vol de l'un des prototypes aurait servi d'inspiration à l'écrivain Craig Thomas avant d'être adapté au cinéma par Clint Eastwood dans Firefox, l'arme absolue, la subtilisation ayant cette fois-ci lieu dans le sens inverse, la motivation de corruption, alors moins crédible sous un régime communiste, ayant laissé place au devoir « patriotique » d'ingénieurs dissidents travaillant sous la contrainte, rappelant ironiquement la situation des ingénieurs allemands engagés dans ce même projet[réf. nécessaire].
.
Le projet fut donc totalement abandonné, alors que 37 appareils étaient déjà sur les chaînes de montage sur le point d'être finalisés et que 82 % des pièces avaient déjà été manufacturées pour les 87 appareils suivants. Pire, le gouvernement ordonna de détruire tous les prototypes, tous les plans et données. Du jour au lendemain, 60 000 employés furent licenciés, dont 13 000 chez Avro, le reste étant ceux des 660 compagnies sous-traitantes. Cet abandon reste un traumatisme profond pour l'industrie aéronautique du Canada, au point que le 20 février 1959 est parfois désigné « le vendredi noir ».
Cependant, l'option BOMARC s'avérera très coûteuse, au point que l'Aviation royale du Canada dut faire l'achat de 61 CF-101 Voodoo, moins performants que l'Arrow mais de conception américaine, lesquels entrèrent en service à partir de juillet 1961.
Une divergence politique partisane à l'époque entre le premier ministre conservateur canadien et le président d'Avro Canada reconnue pour son allégeance libérale et son franc parler pourrait avoir pesé dans la décision finale. Ceci pourrait expliquer en partie la fin abrupte et surprenante d'un projet si prometteur doté d'un impact économique majeur pour l'industrie aéronautique canadienne.
Depuis, une association canadienne cherche à retrouver les maquettes ayant fini leur vie dans le lac Ontario et au moins deux répliques grandeur nature de l'Arrow ont été construites : 
- La première a été utilisée pour un documentaire télévisé sur le projet du CF-105[4] ;
- La seconde a été commandée par le Musée de l’aérospatiale de Toronto qui l'expose dans sa collection[5].

En 1997, un téléfilm de Don McBrearty, The Arrow, retrace l'aventure de la construction de cet avion et du travail de ses ingénieurs et pilotes d'essais. On y retrouve des images d'époque.

## Galerie
Voici quelques photos de la réplique du musée de Toronto et d'accessoires récupérés avant leurs destructions :

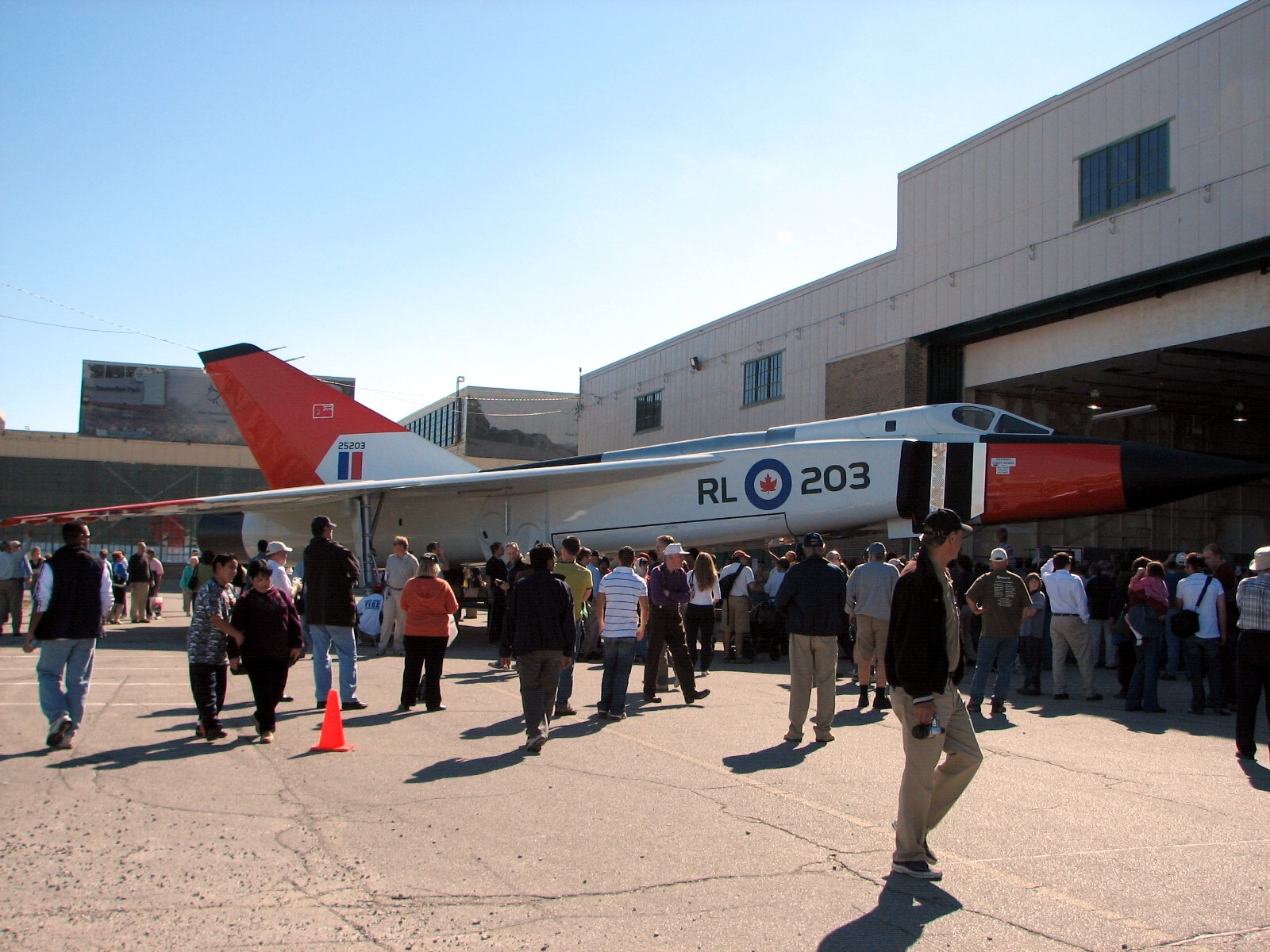
Sortie officielle de la réplique à Toronto.
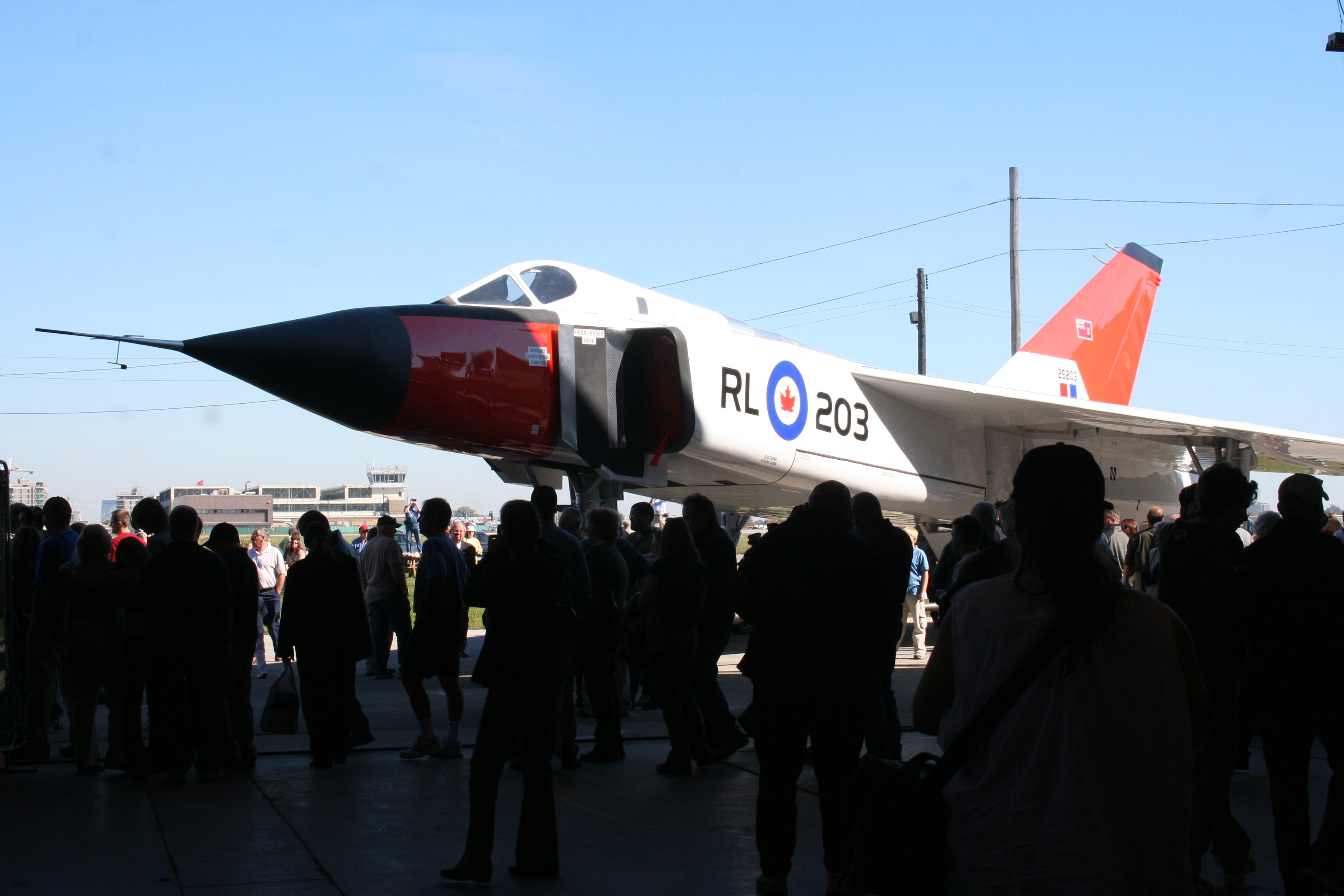
Présentation au public de la réplique du musée à Toronto.
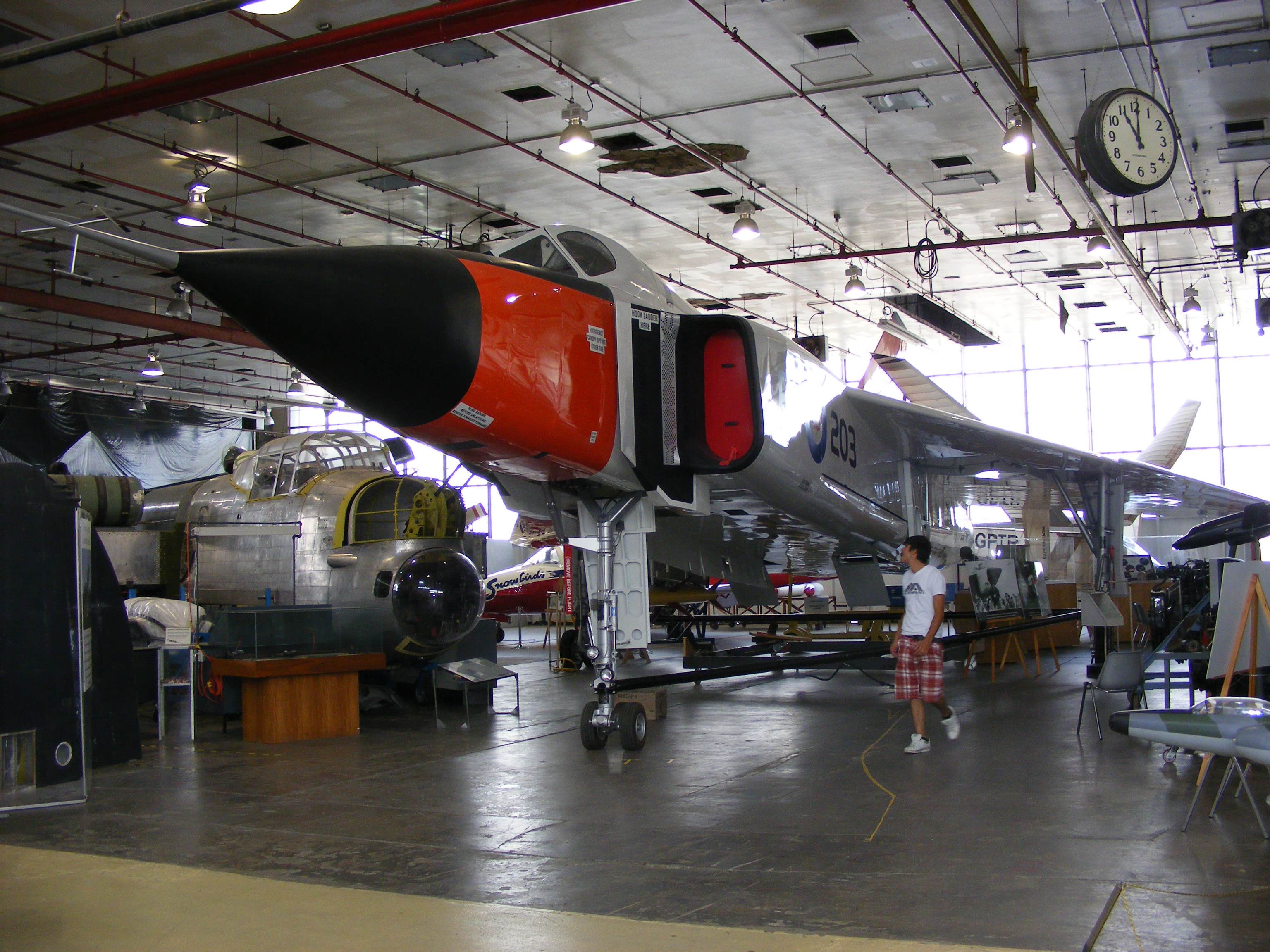
La réplique à l'intérieur du Canadian Air and Space Museum.
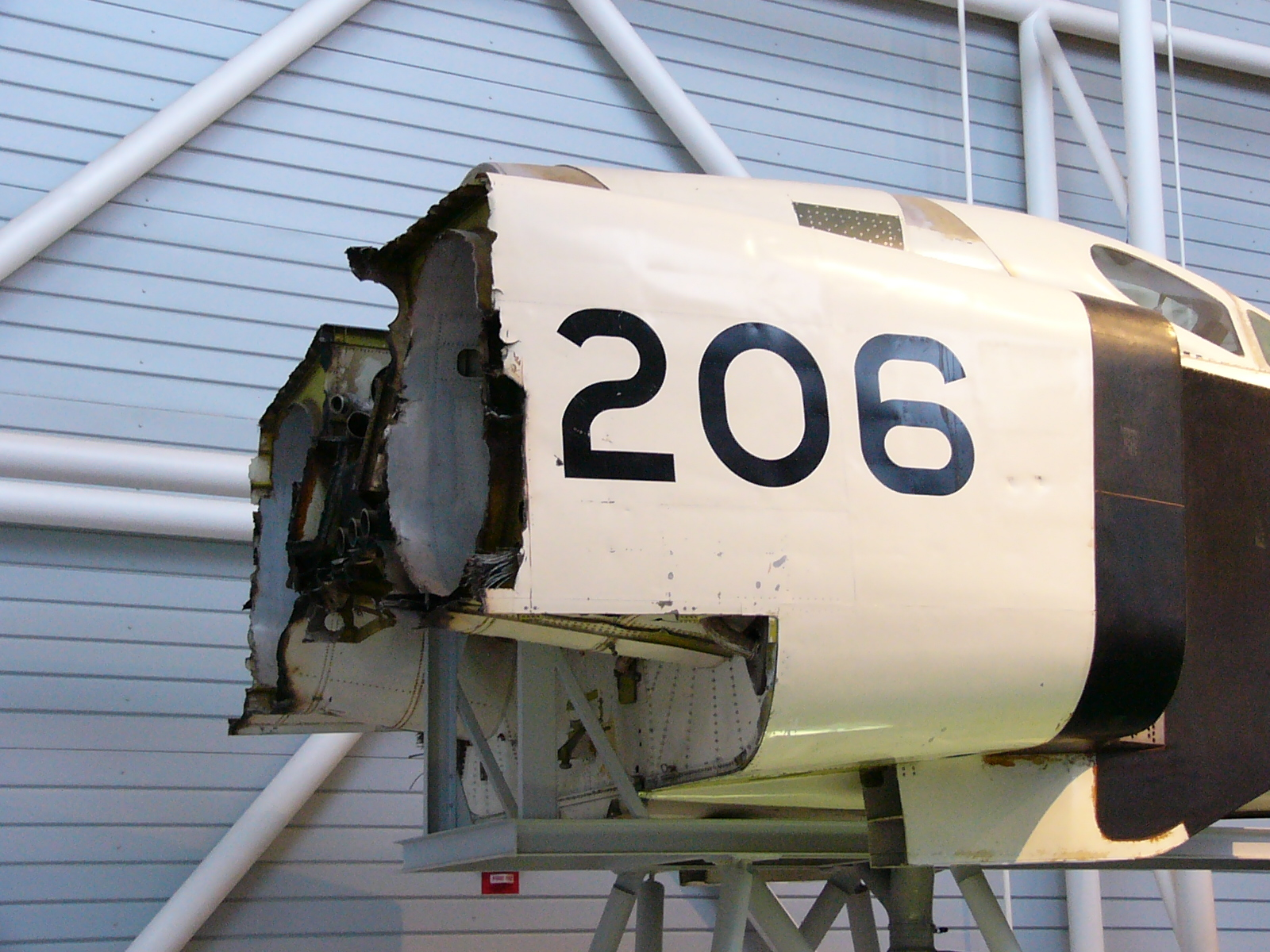
Le cockpit du CF-105 Mk.II RL 206 au Musée de l'Aviation et de l'Espace du Canada à Ottawa.
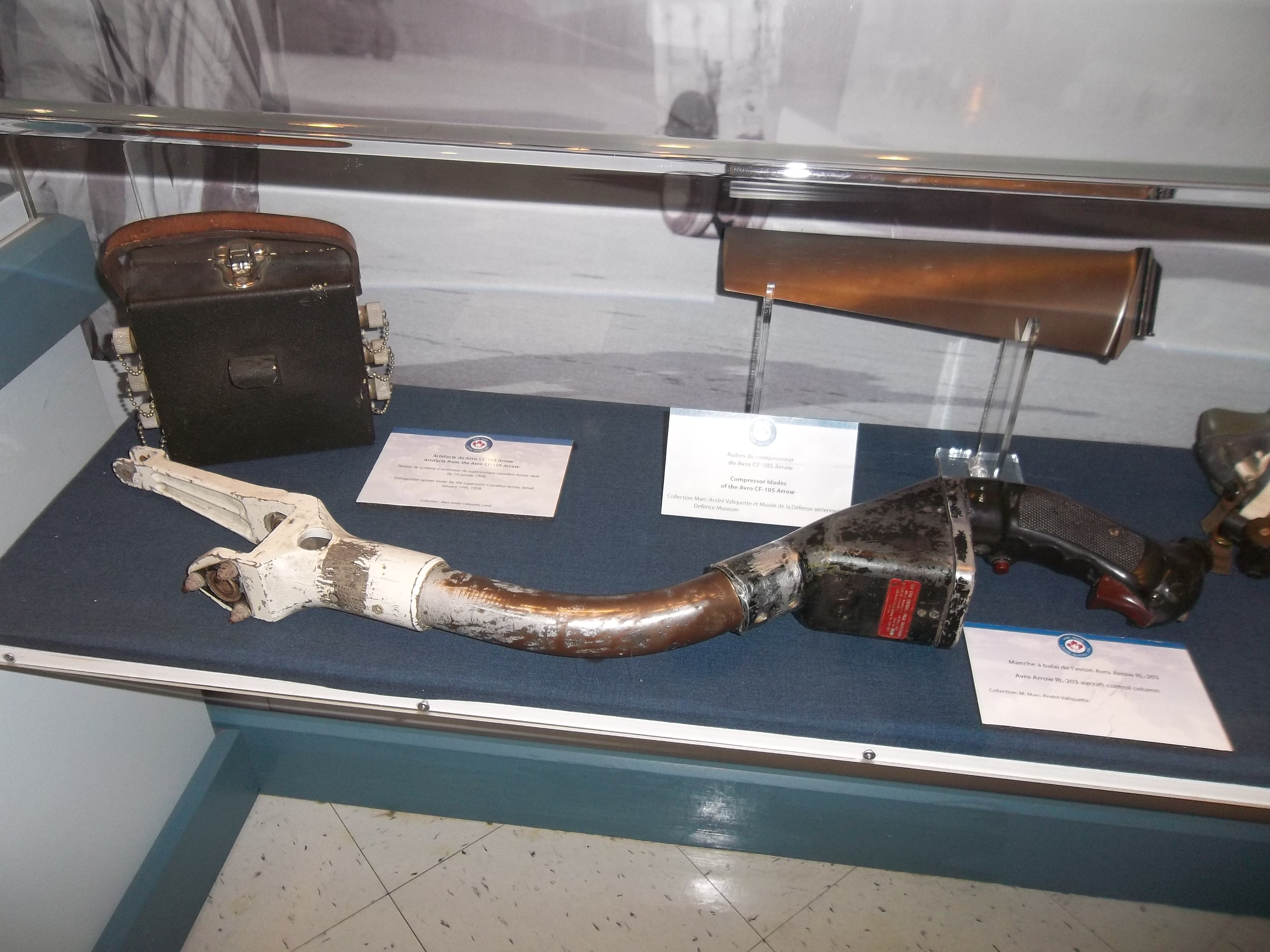
Le manche à balai d'un Arrow au musée de la défense aérienne de Bagotville.
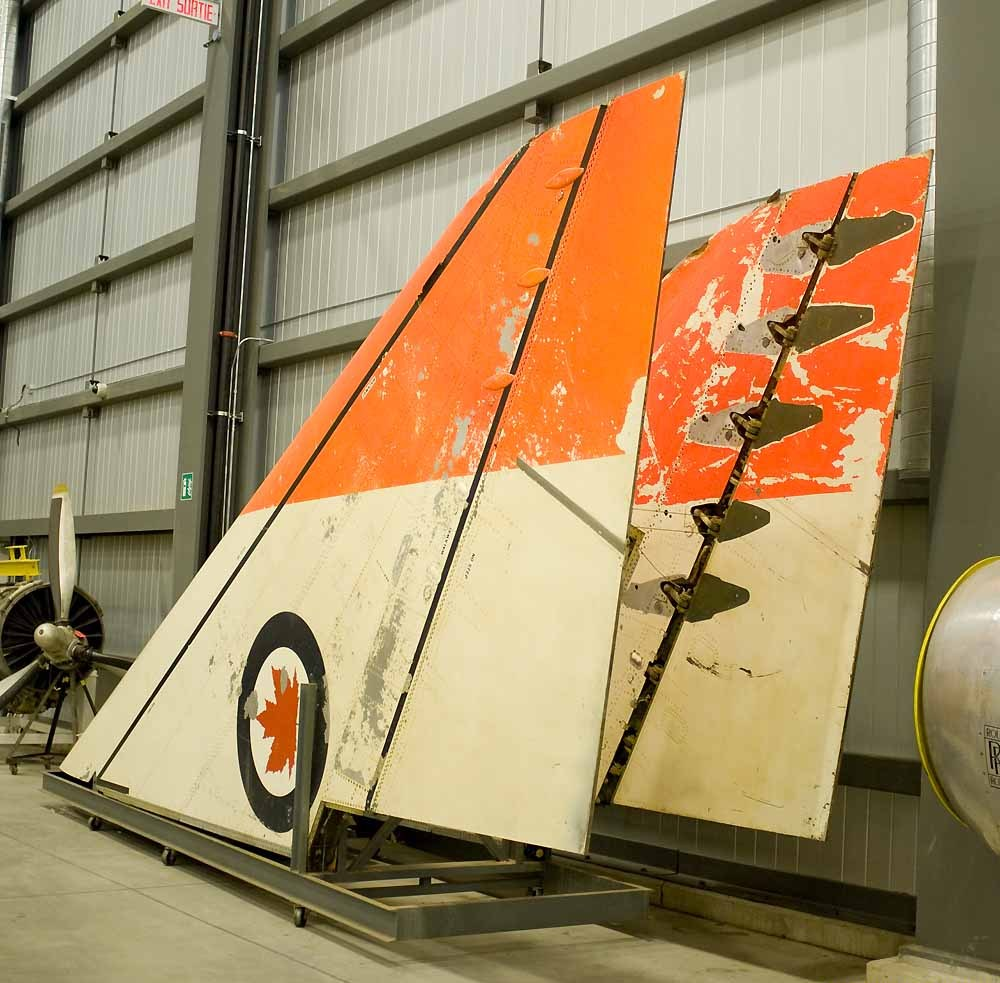
Panneaux externes des ailes du CF-105 Mk.I RL 203 au Musée de l'Aviation et de l'Espace du Canada à Ottawa.

## Versions

### Mark 1
Le CF-105 Mk.1 est la version initiale, et la seule à voler, de l'Arrow. Il a été utilisé pour le développement et les essais en vol. Cinq furent construits. La vitesse maximale atteinte pendant les essais est de Mach 1,96, c'est-à-dire 2 075 km/h. Cependant quatre opérateurs radar des bases de la RCAF de Foymount et d'Edgar (station radar de la ligne Pinetree) ont enregistré une vitesse de Mach 2,2 durant un vol commémoratif du jour du souvenir le 11 novembre 1958. Le pilote, Spud Potocki, n'a cependant jamais admis avoir dépassé la vitesse officielle de Mach 1,96 ce jour-là. Les CF-105 Mk.1 Arrow ont volé 70 heures et 30 minutes du 25 mars 1958 au 20 février 1959. 

### Mark 2

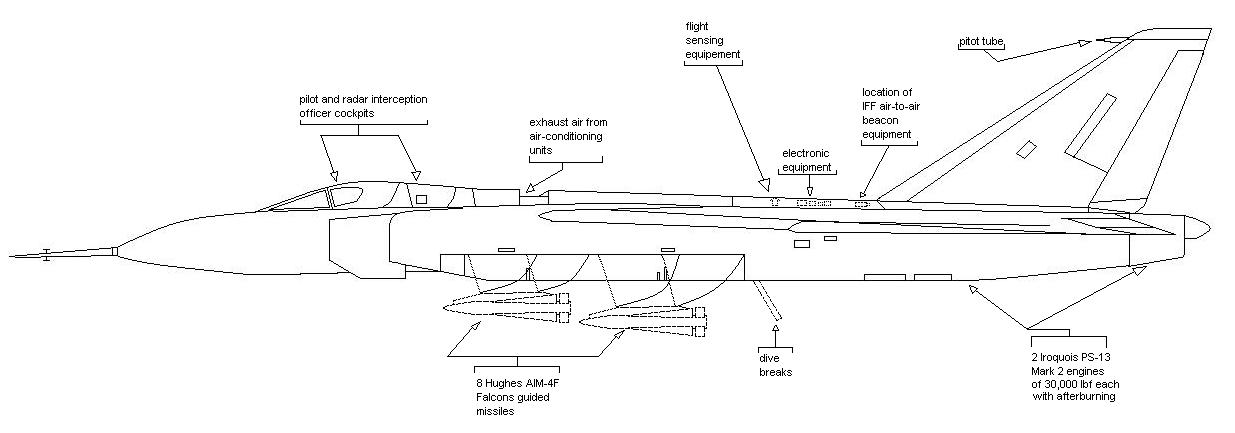
Vue de profil d'un Arrow II.

Le CF-105 Mk.2 est la version de série de l'Arrow. Il aurait d'abord été équipé du système de contrôle de tir Astra 1 et des missiles Sparrow II puis du système Hughes MA-1C et des missiles AIM-4 Falcon et AIR-2 Genie. Un appareil était terminé à 93 % et d'autres étaient en cours de fabrication lorsque le projet fut annulé. Son poids à vide était de 19 935 kg, son poids opérationnel de 20 444 kg et son poids maximal au décollage de 28 319 kg. Le CF-105 Mk.2 aurait pu atteindre et dépasser les 2 454 km/h s'il avait volé.

### Mark 2A
Le CF-105 Mk.2A Arrow aurait été une version à rayon d'action augmenté (environ 1 290 km), avec une structure renforcée pour des vitesses légèrement plus élevées que le Mk.2 original, possédant des entrées d'air modifiées pour augmenter la pénétration dans l'air de l'avion et arborant un bord d'attaque d'aile redessiné pour améliorer la portance. Un système ZELTO (Zero Length Take Off) fut aussi imaginé pour lancer les avions sans pistes. De plus le Mk.2A aurait été équipé du moteur Orenda PS.13 Iroquois développant 18 053 kg de poussée avec postcombustion. La version ne fut qu'étudiée, donc évidemment non construite.

### Mark 3
Encore une version étudiée du Arrow prouvant son immense potentiel, le Mark 3 aurait pu aller à mach 3, soit trois fois la vitesse du son, six ans avant le MiG-25 russe. Doté d'entrées d'air en « V » le CF-105 Mk.3 avait sur papier un plafond de 70 000 pieds (21 336 m) et un poids brut plus élevé de 7 711 kg par rapport au Mk.2. Équipé des Iroquois Mk.3 (les mêmes que le Mk.2A) le Mk.3, capable d'être ravitaillé en vol, aurait été un intercepteur extraordinaire, mais aussi probablement très coûteux.

### Mark 4
Le Mk.4 était la dernière version de l'Arrow officiellement étudiée par A.V.Roe Canada Aircrafts. C'était un avion à propulsion mixte (turboréacteur et statoréacteur). Allant lui aussi à mach 3, il pouvait cependant atteindre des altitudes de 80 000 pieds (24 384 m) et être utilisé comme plateforme anti-missiles balistiques. Cette version, elle non-plus, ne fut pas construite.

### Appareils comparables
- Mikoyan-Gourevitch MiG-25
- Lockheed YF-12
- North American XF-108 Rapier
- Convair F-106 Delta Dart
- Mikoyan-Gourevitch Ye-152
- McDonnell Douglas F-4 Phantom II